# Wałentyna Kozyr
Wałentyna Wasyłiwna Kozyr, ukr. Валентина Василівна Козир (ur. 25 kwietnia 1950 w Czerniowcach) – ukraińska lekkoatletka specjalizująca się w skoku wzwyż, uczestniczka letnich igrzysk olimpijskich w Meksyku (1968), brązowa medalistka olimpijska w skoku wzwyż. W czasie swojej kariery reprezentowała Związek Radziecki.
Żona Mykoły Awiłowa, ukraińskiego wieloboisty, dwukrotnego medalisty olimpijskiego.

## Sukcesy sportowe
| Rok  | Miasto  | Zawody                        | Konkurencja | Wynik         |
| ---- | ------- | ----------------------------- | ----------- | ------------- |
| 1966 | Odessa  | Europejskie igrzyska juniorów | skok wzwyż  | srebrny medal |
| 1968 | Meksyk  | Igrzyska olimpijskie          | skok wzwyż  | brązowy medal |
| 1969 | Belgrad | Europejskie igrzyska halowe   | skok wzwyż  | 4. miejsce    |

## Rekordy życiowe
- skok wzwyż – 1,80 – Meksyk 17/10/1968
- skok wzwyż (hala) – 1,79 – Belgrad 08/03/1969